# Lough Key Forest Park
Lough Key Forest Park är en park i republiken Irland.   Den ligger i grevskapet Roscommon och provinsen Connacht, i den norra delen av landet, 150 km nordväst om huvudstaden Dublin. Lough Key Forest Park ligger 69 meter över havet.